# Thống đốc California
Thống đốc bang California là  người đứng đầu bang California. Thống đốc bang California là giám đốc điều hành của chính phủ tiểu bang và Tổng tư lệnh của lực lượng quân đội và Cục dự trữ quân sự bang California.
Được thành lập trong Hiến pháp California, trách nhiệm của thống đốc cũng bao gồm việc đưa Địa chỉ tiểu bang hàng năm cho Cơ quan lập pháp bang California, nộp ngân sách và đảm bảo luật pháp tiểu bang được thi hành. Vị trí được thiết lập vào năm 1849, một năm trước khi California trở thành một tiểu bang.
Thống đốc hiện tại của California là Gavin Newsom từ ngày 7 tháng 1 năm 2019.

## Danh sách[a]
| Số thứ tự | Chân dung   | Thống đốc                                                | Thống đốc              | Nhiệm kỳ làm việc                          | Đảng     | Đắc cử năm                 | Phó Thống đốc                                      | Phó Thống đốc                                               |
| --------- | ----------- | -------------------------------------------------------- | ---------------------- | ------------------------------------------ | -------- | -------------------------- | -------------------------------------------------- | ----------------------------------------------------------- |
| 1         | không khung |                                                          | Peter Hardeman Burnett | 20 tháng 12 năm 1849 – 9 tháng 1 năm 1851  | Dân chủ  | 1849                       |                                                    | John McDougal                                               |
| 2         | không khung |                                                          | John McDougal          | 9 tháng 1 năm 1851 – 8 tháng 1 năm 1852    | Dân chủ  | Phó Thống đốc lên kế nhiệm |                                                    | David C. Broderick (Quyền)                                  |
| 3         | không khung |                                                          | John Bigler            | 8 tháng 1 năm 1852 – 9 tháng 1 năm 1856    | Dân chủ  | 1851                       |                                                    | Samuel Purdy                                                |
| 3         | không khung | 1853                                                     | John Bigler            | 8 tháng 1 năm 1852 – 9 tháng 1 năm 1856    | Dân chủ  |                            |                                                    | Samuel Purdy                                                |
| 4         | không khung |                                                          | J. Neely Johnson       | 9 tháng 1 năm 1856 – 8 tháng 1 năm 1858    | Người Mỹ | 1855                       |                                                    | Robert M. Anderson                                          |
| 5         | không khung |                                                          | John B. Weller         | 8 tháng 1 năm 1858 – 9 tháng 1 năm 1860    | Dân chủ  | 1857                       |                                                    | Joseph Walkup                                               |
| 6         | không khung |                                                          | Milton Latham          | 9 tháng 1 năm 1860 – 14 tháng 1 năm 1860   | Dân chủ  | 1859                       |                                                    | John G. Downey                                              |
| 7         | không khung |                                                          | John G. Downey         | 14 tháng 1 năm 1860 – 10 tháng 1 năm 1862  | Dân chủ  | Phó Thống đốc lên kế nhiệm |                                                    | Isaac N. Quinn (Quyền) (hết nhiệm kỳ từ 7 tháng 1 năm 1861) |
| 7         | không khung | Pablo de la Guerra (Quyền)                               | John G. Downey         | 14 tháng 1 năm 1860 – 10 tháng 1 năm 1862  | Dân chủ  | Phó Thống đốc lên kế nhiệm |                                                    |                                                             |
| 8         | không khung |                                                          | Leland Stanford        | 10 tháng 1 năm 1862 – 10 tháng 12 năm 1863 | Cộng hòa | 1861                       |                                                    | John F. Chellis                                             |
| 9         | không khung |                                                          | Frederick Low          | 10 tháng 12 năm 1863 – 5 tháng 12 năm 1867 | Cộng hòa | 1863                       |                                                    | Tim N. Machin                                               |
| 10        | không khung |                                                          | Henry Huntly Haight    | 5 tháng 12 năm 1867 – 8 tháng 12 năm 1871  | Dân chủ  | 1867                       |                                                    | William Holden                                              |
| 11        | không khung |                                                          | Newton Booth           | 8 tháng 12 năm 1871 – 27 tháng 2 năm 1875  | Cộng hòa | 1871                       |                                                    | Romualdo Pacheco                                            |
| 12        | không khung |                                                          | Romualdo Pacheco       | 27 tháng 2 năm 1875 – 9 tháng 12 năm 1875  | Cộng hòa | Phó Thống đốc lên kế nhiệm |                                                    | William Irwin (Quyền)                                       |
| 13        | không khung |                                                          | William Irwin          | 9 tháng 12 năm 1875 – 8 tháng 1 năm 1880   | Dân chủ  | 1875                       |                                                    | James A. Johnson                                            |
| 14        | không khung |                                                          | George Clement Perkins | 8 tháng 1 năm 1880 – 10 tháng 11 năm 1883  | Cộng hòa | 1879                       |                                                    | John Mansfield                                              |
| 15        | không khung |                                                          | George Stoneman        | 10 tháng 11 năm 1883 – 8 tháng 1 năm 1887  | Dân chủ  | 1882                       |                                                    | John Daggett                                                |
| 16        | không khung |                                                          | Washington Bartlett    | 8 tháng 1 năm 1887 – 12 tháng 9 năm 1887   | Dân chủ  | 1886                       |                                                    | Robert Waterman                                             |
| 17        | không khung |                                                          | Robert Waterman        | 12 tháng 9 năm 1887 – 8 tháng 1 năm 1891   | Cộng hòa | Phó Thống đốc lên kế nhiệm |                                                    | Stephen M. White                                            |
| 18        | không khung |                                                          | Henry Markham          | 8 tháng 1 năm 1891 – 11 tháng 1 năm 1895   | Cộng hòa | 1890                       |                                                    | John B. Reddick                                             |
| 19        | không khung |                                                          | James Budd             | 11 tháng 1 năm 1895 – 4 tháng 1 năm 1899   | Dân chủ  | 1894                       |                                                    | Spencer G. Millard                                          |
| 19        | không khung | William T. Jeter                                         | James Budd             | 11 tháng 1 năm 1895 – 4 tháng 1 năm 1899   | Dân chủ  | 1894                       |                                                    |                                                             |
| 20        | không khung |                                                          | Henry Gage             | 4 tháng 1 năm 1899 – 7 tháng 1 năm 1903    | Cộng hòa | 1898                       |                                                    | Jacob H. Neff                                               |
| 21        | không khung |                                                          | George Pardee          | 7 tháng 1 năm 1903 – 9 tháng 1 năm 1907    | Cộng hòa | 1902                       |                                                    | Alden Anderson                                              |
| 22        | không khung |                                                          | James Gillett          | 9 tháng 1 năm 1907 – 3 tháng 1 năm 1911    | Cộng hòa | 1906                       |                                                    | Warren R. Porter                                            |
| 23        | không khung |                                                          | Hiram Johnson          | 3 tháng 1 năm 1911 – 15 tháng 3 năm 1917   | Cộng hòa | 1910                       |                                                    | Albert Joseph Wallace                                       |
| 23        | không khung |                                                          | Hiram Johnson          | 3 tháng 1 năm 1911 – 15 tháng 3 năm 1917   | Cấp tiến | 1914                       |                                                    | John M. Eshleman                                            |
| 23        | không khung | Vị trí trống                                             | Hiram Johnson          | 3 tháng 1 năm 1911 – 15 tháng 3 năm 1917   | Cấp tiến | 1914                       |                                                    |                                                             |
| 23        | không khung | William Stephens                                         | Hiram Johnson          | 3 tháng 1 năm 1911 – 15 tháng 3 năm 1917   | Cấp tiến | 1914                       |                                                    |                                                             |
| 24        | không khung |                                                          | William Stephens       | 15 tháng 3 năm 1917 – 8 tháng 1 năm 1923   | Cộng hòa | Phó Thống đốc lên kế nhiệm | Vị trí trống                                       | Vị trí trống                                                |
| 24        | không khung | 1918                                                     | William Stephens       | 15 tháng 3 năm 1917 – 8 tháng 1 năm 1923   | Cộng hòa |                            | C. C. Young                                        |                                                             |
| 25        | không khung |                                                          | Friend Richardson      | 8 tháng 1 năm 1923 – 4 tháng 1 năm 1927    | Cộng hòa | 1922                       | C. C. Young                                        |                                                             |
| 26        | không khung |                                                          | C. C. Young            | 4 tháng 1 năm 1927 – 6 tháng 1 năm 1931    | Cộng hòa | 1926                       |                                                    |                                                             |
| 26        | không khung | Buron Fitts (Từ chức ngày 30 tháng 1 năm 1928)           | C. C. Young            | 4 tháng 1 năm 1927 – 6 tháng 1 năm 1931    | Cộng hòa | 1926                       |                                                    |                                                             |
| 26        | không khung | Vị trí trống                                             | C. C. Young            | 4 tháng 1 năm 1927 – 6 tháng 1 năm 1931    | Cộng hòa | 1926                       |                                                    |                                                             |
| 26        | không khung | Herschel L. Carnahan (bổ nhiệm ngày 4 tháng 12 năm 1928) | C. C. Young            | 4 tháng 1 năm 1927 – 6 tháng 1 năm 1931    | Cộng hòa | 1926                       |                                                    |                                                             |
| 27        | không khung |                                                          | James Rolph            | 6 tháng 1 năm 1931 – 2 tháng 6 năm 1934    | Cộng hòa | 1930                       |                                                    | Frank Merriam                                               |
| 28        | không khung |                                                          | Frank Merriam          | 2 tháng 6 năm 1934 – 2 tháng 1 năm 1939    | Cộng hòa | Phó Thống đốc lên kế nhiệm | Vị trí trống                                       | Vị trí trống                                                |
| 28        | không khung | 1934                                                     | Frank Merriam          | 2 tháng 6 năm 1934 – 2 tháng 1 năm 1939    | Cộng hòa |                            | George J. Hatfield                                 |                                                             |
| 29        | không khung |                                                          | Culbert Olson          | 2 tháng 1 năm 1939 – 4 tháng 1 năm 1943    | Dân chủ  | 1938                       |                                                    | Ellis E. Patterson                                          |
| 30        | không khung |                                                          | Earl Warren            | 4 tháng 1 năm 1943 – 5 tháng 10 năm 1953   | Cộng hòa | 1942                       |                                                    | Frederick F. Houser                                         |
| 30        | không khung | 1946                                                     | Earl Warren            | 4 tháng 1 năm 1943 – 5 tháng 10 năm 1953   | Cộng hòa |                            | Goodwin Knight                                     |                                                             |
| 30        | không khung | 1950                                                     | Earl Warren            | 4 tháng 1 năm 1943 – 5 tháng 10 năm 1953   | Cộng hòa |                            | Goodwin Knight                                     |                                                             |
| 31        | không khung |                                                          | Goodwin Knight         | 5 tháng 10 năm 1953 – 5 tháng 1 năm 1959   | Cộng hòa | Phó Thống đốc lên kế nhiệm |                                                    | Harold J. Powers                                            |
| 31        | không khung | 1954                                                     | Goodwin Knight         | 5 tháng 10 năm 1953 – 5 tháng 1 năm 1959   | Cộng hòa |                            |                                                    | Harold J. Powers                                            |
| 32        | không khung |                                                          | Pat Brown              | 5 tháng 1 năm 1959 – 2 tháng 1 năm 1967    | Dân chủ  | 1958                       |                                                    | Glenn M. Anderson                                           |
| 32        | không khung | 1962                                                     | Pat Brown              | 5 tháng 1 năm 1959 – 2 tháng 1 năm 1967    | Dân chủ  |                            |                                                    | Glenn M. Anderson                                           |
| 33        | không khung |                                                          | Ronald Reagan          | 2 tháng 1 năm 1967 – 6 tháng 1 năm 1975    | Cộng hòa | 1966                       |                                                    | Robert Finch (Từ chức 8 tháng 1 năm 1969)                   |
| 33        | không khung | Edwin Reinecke (Từ chức 2 tháng 10 năm 1974)             | Ronald Reagan          | 2 tháng 1 năm 1967 – 6 tháng 1 năm 1975    | Cộng hòa | 1966                       |                                                    |                                                             |
| 33        | không khung | 1970                                                     | Ronald Reagan          | 2 tháng 1 năm 1967 – 6 tháng 1 năm 1975    | Cộng hòa |                            |                                                    |                                                             |
| 33        | không khung | John L. Harmer                                           | Ronald Reagan          | 2 tháng 1 năm 1967 – 6 tháng 1 năm 1975    | Cộng hòa |                            |                                                    |                                                             |
| 34        | không khung |                                                          | Jerry Brown            | 6 tháng 1 năm 1975 – 3 tháng 1 năm 1983    | Dân chủ  | 1974                       |                                                    | Mervyn M. Dymally                                           |
| 34        | không khung | 1978                                                     | Jerry Brown            | 6 tháng 1 năm 1975 – 3 tháng 1 năm 1983    | Dân chủ  |                            | Michael Curb                                       |                                                             |
| 35        | không khung |                                                          | George Deukmejian      | 3 tháng 1 năm 1983 – 7 tháng 1 năm 1991    | Cộng hòa | 1982                       |                                                    | Leo T. McCarthy                                             |
| 35        | không khung | 1986                                                     | George Deukmejian      | 3 tháng 1 năm 1983 – 7 tháng 1 năm 1991    | Cộng hòa |                            |                                                    | Leo T. McCarthy                                             |
| 36        | không khung |                                                          | Pete Wilson            | 7 tháng 1 năm 1991 – 4 tháng 1 năm 1999    | Cộng hòa | 1990                       |                                                    | Leo T. McCarthy                                             |
| 36        | không khung | 1994                                                     | Pete Wilson            | 7 tháng 1 năm 1991 – 4 tháng 1 năm 1999    | Cộng hòa |                            | Gray Davis                                         |                                                             |
| 37        | không khung |                                                          | Gray Davis             | 4 tháng 1 năm 1999 – 17 tháng 11 năm 2003  | Dân chủ  | 1998                       |                                                    | Cruz Bustamante                                             |
| 37        | không khung | 2002                                                     | Gray Davis             | 4 tháng 1 năm 1999 – 17 tháng 11 năm 2003  | Dân chủ  |                            |                                                    | Cruz Bustamante                                             |
| 38        | không khung |                                                          | Arnold Schwarzenegger  | 17 tháng 11 năm 2003 – 3 tháng 1 năm 2011  | Cộng hòa | 2003 (Đặc biệt)            |                                                    | Cruz Bustamante                                             |
| 38        | không khung | 2006                                                     | Arnold Schwarzenegger  | 17 tháng 11 năm 2003 – 3 tháng 1 năm 2011  | Cộng hòa |                            | John Garamendi (Từ nhiệm ngày 3 tháng 11 năm 2009) |                                                             |
| 38        | không khung | 2006                                                     | Arnold Schwarzenegger  | 17 tháng 11 năm 2003 – 3 tháng 1 năm 2011  | Cộng hòa | Mona Pasquil (quyền)       |                                                    |                                                             |
| 38        | không khung | 2006                                                     | Arnold Schwarzenegger  | 17 tháng 11 năm 2003 – 3 tháng 1 năm 2011  | Cộng hòa | Abel Maldonado             |                                                    |                                                             |
| 39        | không khung |                                                          | Jerry Brown            | 3 tháng 1 năm 2011 – 7 tháng 1 năm 2019    | Dân chủ  | 2010                       |                                                    |                                                             |
| 39        | không khung | Gavin Newsom                                             | Jerry Brown            | 3 tháng 1 năm 2011 – 7 tháng 1 năm 2019    | Dân chủ  | 2010                       |                                                    |                                                             |
| 39        | không khung | 2014                                                     | Jerry Brown            | 3 tháng 1 năm 2011 – 7 tháng 1 năm 2019    | Dân chủ  |                            |                                                    |                                                             |
| 40        | không khung |                                                          | Gavin Newsom           | 7 tháng 1 năm 2019 – hiện tại              | Dân chủ  | 2018                       |                                                    | Eleni Kounalakis                                            |